# Andreas Reeh
Andreas Reeh (* 1. April 1964) ist ein ehemaliger deutscher Judoka, der 1989 Deutscher Meister im Halbmittelgewicht war.

## Sportliche Karriere
Andreas Reeh siegte 1986 bei den offenen belgischen Meisterschaften. 1987 erreichte er das Finale beim Tournoi de Paris und gewann gegen den Japaner Tatsuto Mochida. 1988 unterlag er im Finale der Militärweltmeisterschaften dem Österreicher Thomas Haasmann. 1989 wurde der für die Sport-Union Annen Witten startende Reeh Deutscher Meister mit einem Finalsieg über Hans-Jörg Opp aus Pirmasens.
Reeh war nach dem Ende seiner Laufbahn als Aktiver zunächst als Trainer bei der SUA Witten tätig, später wurde er Landestrainer im Landesjudoverband Nordrhein-Westfalen. 2019 übernahm er die Leitung des Bundesstützpunktes in Köln. Ende 2019 wurde Reeh mit dem 6. Dan ausgezeichnet.